# Мякишевый хлеб

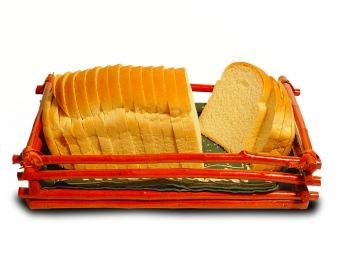
Нарезанная буханка мякишевого хлеба

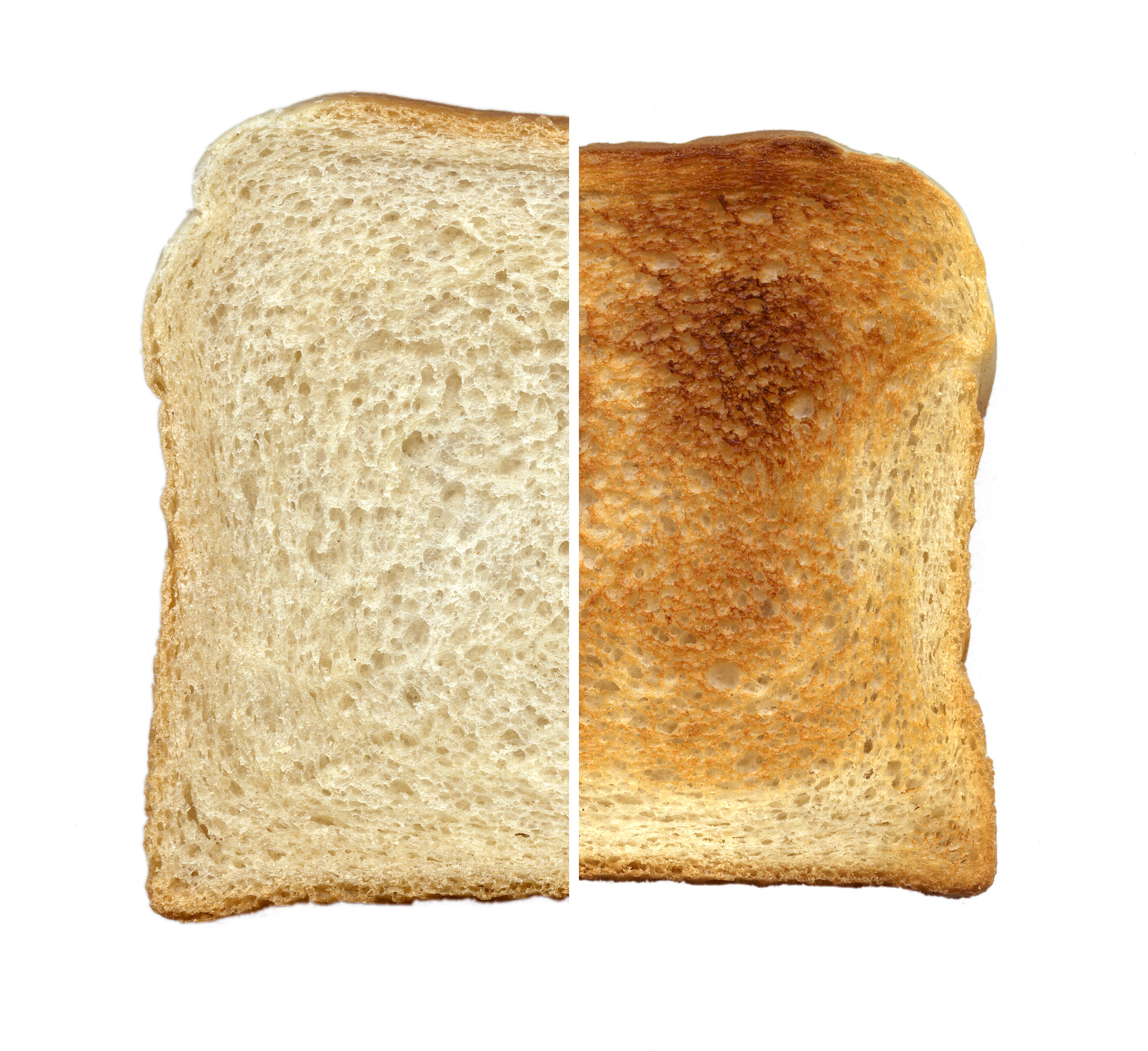
Мякишевый хлеб до и после жарки в тостере

Мя́кишевый хлеб (фр. pain de mie) — белый хлеб с тонкой и мягкой корочкой и нежным мякишем. Служит основой для сэндвичей и тостов. Особенность мякиша этого хлеба в том, что он долго не черствеет.
Во Францию идея производства мякишевого хлеба была принесена из Великобритании в 1954 году. Через пять лет первый хлебный завод «Pain Jacquet», открывшийся в Безонe, стал выпекать мякишевый хлеб индустриальным способом. Начиная с 1971 года мякишевый хлеб стал продаваться в сетях французских супермаркетов. Продаётся мякишевый хлеб обычно нарезанным и фасованным в пластиковой обёртке. Часто используется для тостов. Подаётся к холодному или горячему фуа-гра.
В США и Канаде является наиболее популярным типом хлеба и используется в основном для тостов.

## Пищевая ценность
- Калории: 290 ккал (100 г)
- Белки: 7 г
- Липиды: 4 г
- Углеводы: 55 г